# Hormilla
Hormilla – gmina w Hiszpanii, w prowincji La Rioja, w La Rioja, o powierzchni 15,86 km². W 2011 roku gmina liczyła 445 mieszkańców.